# Exochochromis
Exochochromis is een monotypisch geslacht van straalvinnige vissen uit de familie van de cichliden (Cichlidae).

## Soort
- Exochochromis anagenys Oliver, 1989